# Бретка
Бретка (слч. Bretka, мађ. Beretke) насељено је мјесто са административним статусом сеоске општине (слч. obec) у округу Рожњава, у Кошичком крају, Словачка Република.

## Географија
Насеље се налази око 25 км југозападно од Рожњаве. Поред насеља протиче река Слана (позната и као Шајо). У близини Бретке пролази Европски пут Е571.

## Историја
Насеље Бретка се први пут помиње 1286. године. 1773, 1786, од 1863–1913. године и од 1938–1945 насеље је било познато као Беретке (Beretke). Године 1808. је забележено као Беретке, Беретка. Од 1920. године носи назив Беретка и Беритка (Beretka, Berítka), од 1927. до 1938. године, и од 1945. до 1948. године Бретка, Беретке, да би данашњи назив Бретка од 1948. године.

## Становништво
| Година:    | 1994. | 2004.   | 2014.    | 2024.   |
| ---------- | ----- | ------- | -------- | ------- |
| Број људи: | 362   | 350     | 400      | 397     |
| Разлика:   |       | -3,31 % | +14,28 % | -0,75 % |

| Година:    | 2023. | 2024.   |
| ---------- | ----- | ------- |
| Број људи: | 400   | 397     |
| Разлика:   |       | -0,75 % |

Према подацима о броју становника из 2011. године насеље је имало 383 становника.
Према подацима из 2001. године етничка структура становништва у Бретки је била::
- Мађари – 81,92%
- Словаци – 11,58%
- Роми – 5,93%